# James Andrew Jones
James Andrew Jones (Miami, Florida; 4 de octubre de 1980) es un directivo y exjugador de baloncesto estadounidense que disputó 14 temporadas en la NBA, siendo campeón en tres ocasiones. Con 2,03 metros de altura su posición habitual era la de alero. En la actualidad es presidente de operaciones y general mánager de los Phoenix Suns.

## Carrera

### Instituto
Asistió los cuatro años de instituto al American High School en Hialeah (Florida), donde promedió 25,2 puntos, 12 rebotes y 6 tapones en su año sénior y fue nombrado First-team All-State y First-team All-Dade.

### Universidad
Luego disputó cuatro temporadas con los Hurricanes de la universidad de Miami.

### Profesional

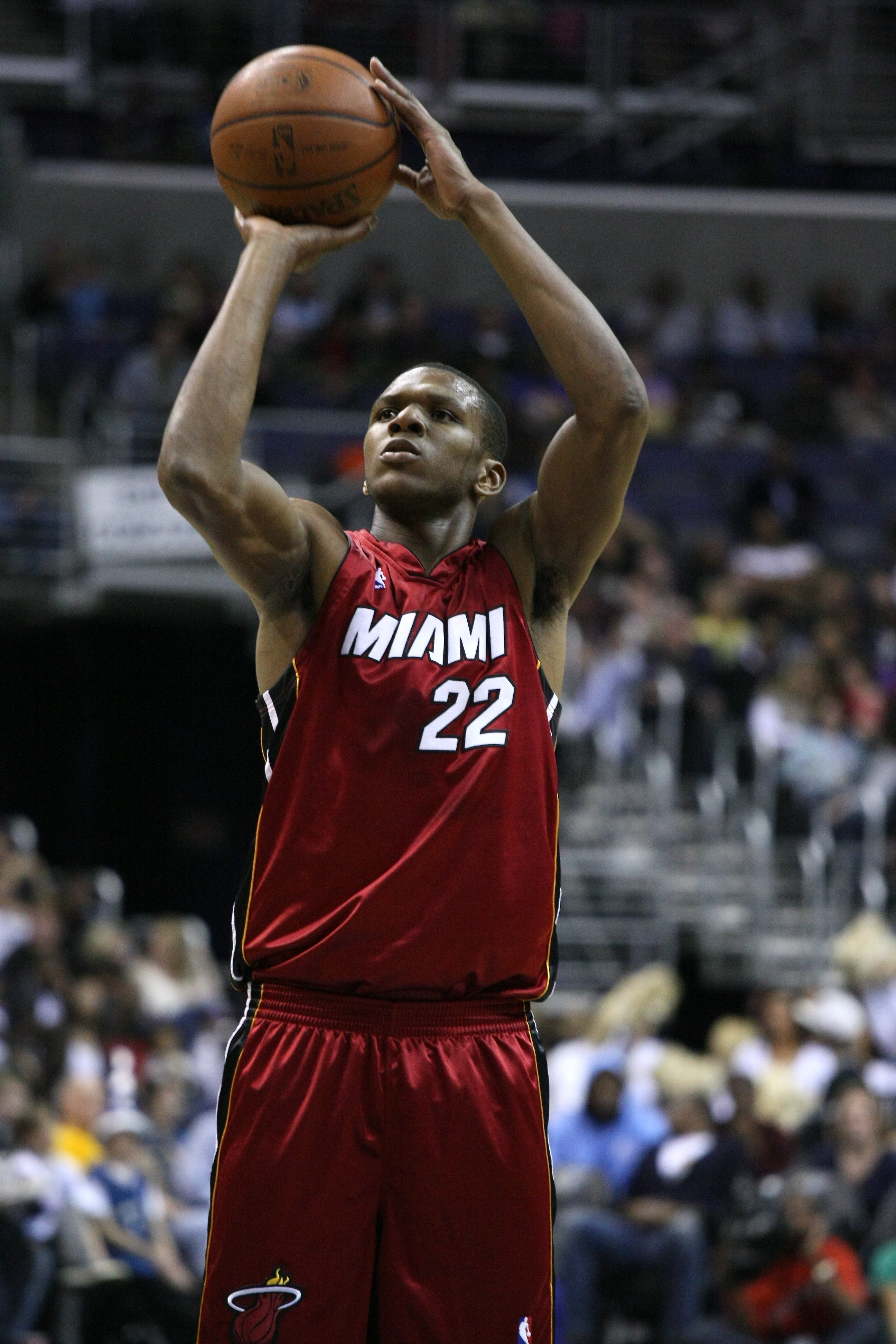
Jones con Miami Heat en 2009.

Fue elegido por los Indiana Pacers en segunda ronda (puesto 49) en el Draft de la NBA de 2003, donde no disfrutó de continuidad, y en 2005 fue transferido a Phoenix Suns a cambio de una elección de segunda ronda para el Draft de 2005. 
Tras dos años en Phoenix, en verano de 2007 fue traspasado a Portland Trail Blazers junto a los derechos de Rudy Fernández.
La temporada siguiente, el 9 de julio de 2008, firma con los Miami Heat.
[actualizar]
En el All-Star 2011, celebrado en el Staples Center de Los Ángeles, fue campeón del concurso de triples con una puntuación de 20.
Tras seis temporadas en Miami, fichó de cara a la temporada 2014-15 de la NBA con los Cleveland Cavaliers, con sus excompañeros LeBron James y Mike Miller.
[actualizar]

### Gerencia
El 19 de julio de 2017 se retiraba de la NBA para ser posteriormente el General Mánager de los Phoenix Suns.
El 20 de junio de 2021 es nombrado Ejecutivo del Año en la NBA, por la buena temporada de los Suns.
El 28 de noviembre de 2022 es ascendido a Presidente de Operaciones y General Mánager de los Suns.

## Estadísticas de su carrera en la NBA
|  | Denota temporada en la que ganó el Campeonato de la NBA |

### Temporada regular
| Año     | Equipo    | PJ  | PT | MPP  | %TC  | %3P  | %TL   | RPP | APP | ROB | TPP | PPP |
| ------- | --------- | --- | -- | ---- | ---- | ---- | ----- | --- | --- | --- | --- | --- |
| 2003-04 | Indiana   | 6   | 0  | 4.3  | .222 | .250 | 1.000 | .3  | .0  | .2  | .0  | 1.2 |
| 2004-05 | Indiana   | 75  | 24 | 17.7 | .396 | .398 | .855  | 2.3 | .8  | .4  | .4  | 4.9 |
| 2005-06 | Phoenix   | 75  | 24 | 23.6 | .418 | .386 | .851  | 3.4 | .8  | .5  | .6  | 9.3 |
| 2006-07 | Phoenix   | 76  | 7  | 18.1 | .368 | .378 | .877  | 2.3 | .6  | .4  | .6  | 6.4 |
| 2007-08 | Portland  | 58  | 3  | 22.0 | .437 | .444 | .878  | 2.8 | .6  | .4  | .3  | 8.0 |
| 2008-09 | Miami     | 40  | 1  | 15.8 | .369 | .344 | .839  | 1.6 | .5  | .3  | .3  | 4.2 |
| 2009-10 | Miami     | 36  | 6  | 14.0 | .361 | .411 | .821  | 1.3 | .5  | .3  | .1  | 4.1 |
| 2010-11 | Miami     | 81  | 8  | 19.1 | .422 | .429 | .833  | 2.0 | .5  | .4  | .2  | 5.9 |
| 2011-12 | Miami     | 51  | 10 | 13.1 | .380 | .404 | .833  | 1.0 | .4  | .3  | .2  | 3.6 |
| 2012-13 | Miami     | 38  | 0  | 5.8  | .344 | .302 | .500  | .6  | .3  | .1  | .2  | 1.6 |
| 2013-14 | Miami     | 20  | 6  | 11.8 | .456 | .519 | .636  | 1.2 | .5  | .2  | .2  | 4.9 |
| 2014-15 | Cleveland | 57  | 2  | 11.7 | .368 | .360 | .848  | 1.1 | .4  | .2  | .1  | 4.4 |
| 2015-16 | Cleveland | 48  | 0  | 9.6  | .408 | .394 | .808  | 1.0 | .3  | .2  | .2  | 3.7 |
| 2016-17 | Cleveland | 48  | 2  | 7.9  | .478 | .470 | .650  | .8  | .3  | .1  | .2  | 2.8 |
| Total   | Total     | 709 | 93 | 15.7 | .401 | .401 | .840  | 1.8 | .5  | .3  | .3  | 5.2 |

### Playoffs
| Año   | Equipo    | PJ  | PT | MPP  | %TC  | %3P  | %TL   | RPP | APP | ROB | TPP | PPP |
| ----- | --------- | --- | -- | ---- | ---- | ---- | ----- | --- | --- | --- | --- | --- |
| 2005  | Indiana   | 13  | 0  | 16.5 | .413 | .400 | .444  | 2.1 | .8  | .5  | .5  | 4.0 |
| 2006  | Phoenix   | 20  | 6  | 17.7 | .341 | .308 | .846  | 3.6 | .3  | .2  | .9  | 4.3 |
| 2007  | Phoenix   | 11  | 6  | 15.5 | .528 | .444 | .818  | 1.4 | .3  | .2  | .2  | 5.0 |
| 2009  | Miami     | 7   | 7  | 33.6 | .531 | .500 | .917  | 2.3 | .7  | .4  | .1  | 9.6 |
| 2010  | Miami     | 1   | 0  | 9.0  | .000 | .000 | 1.000 | .0  | .0  | .0  | .0  | 2.0 |
| 2011  | Miami     | 12  | 0  | 22.7 | .471 | .459 | 1.000 | 2.5 | .2  | .5  | .2  | 6.5 |
| 2012  | Miami     | 20  | 0  | 8.7  | .372 | .300 | 1.000 | 1.0 | .1  | .2  | .0  | 2.5 |
| 2013  | Miami     | 9   | 0  | 3.7  | .429 | .750 | .000  | .3  | .0  | .0  | .1  | 1.0 |
| 2014  | Miami     | 15  | 0  | 8.4  | .450 | .469 | .667  | .7  | .3  | .2  | .1  | 3.5 |
| 2015  | Cleveland | 20  | 0  | 15.6 | .347 | .344 | .929  | 1.5 | .5  | .4  | .2  | 4.4 |
| 2016  | Cleveland | 12  | 0  | 4.6  | .200 | .143 | .250  | .3  | .3  | .0  | .0  | .5  |
| 2017  | Cleveland | 8   | 0  | 3.7  | .200 | .000 | .000  | .5  | .0  | .0  | .0  | .3  |
| Total | Total     | 148 | 19 | 13.4 | .404 | .387 | .845  | 1.6 | .3  | .3  | .3  | 3.7 |